# 森下ゆうじ
森下 ゆうじ（もりした ゆうじ、1981年1月16日 - ）は日本の放送作家、ラジオパーソナリティ。本名は森下 祐次（読み同じ）。愛知県名古屋市を拠点に活動する。
京都府京都市出身。お笑いLIVEハウス、長者町raBBitを運営。ライオットエンターテイメント代表取締役。

## 略歴
京都市立堀川高等学校卒業後、愛知淑徳大学に入学。
18歳で名古屋NSC10期生として入学。　
名古屋よしもとに所属し薬師寺陽一（現・ピン芸人兼イラストレーター）と「笑炎」というコンビで活動。
コンビとしては『オールザッツ漫才』に出演。2002年にトーナメント戦に出場。名古屋よしもとに所属しながらもうめだ花月のオーディションに合格し、うめだ花月の舞台に毎月出演。
2002年『M-1グランプリ』3回戦進出、今宮子供えびすマンザイ新人コンクール予選通過などを果たす。
23歳の時にコンビ解散、放送作家へ転身。吉本東海支社のイベント構成、テレビ番組構成を行う。
2018年、名古屋にお笑い専門劇場を作るためにクラウドファンティングで資金調達をし、長者町raBBitを2018年5月1日にOPEN。
2018年8月「謎解き脱出ゲーム～異次元マスターのキセキ～」開催。
2018年8月にはアイドルユニット“名古屋エンジン”をプロデュース。
2019年、引退したお笑い芸人と共に飲食店をオープン。
2021年10月、イオンモールNagoya Noritake Gardenに「IVY'S~Gelato&Coffee~」を出店。

## 担当番組
東海テレビ
- ぐっさん家
- SKE48のバズらせます‼︎
- START UP!!
- おぎやはぎテラス

中京テレビ
- ゴリ夢中

メ〜テレ
- デルサタ
- ドデスカ＋

CBC（中部日本放送）
- 本気プリ

テレビ愛知
- 中川家の笑う大須演芸場

三重テレビ
- 加藤タクヤは感動したい！

MID-FM
- 友永翔太のドラゴンズ応援Radio（コーナー担当）
- 納屋橋笑RADIO！

YouTube担当チャンネル
- みさことさりHOME 出演：安田美沙子、さり
- 宮地佑紀生公式チャンネル

## 過去の担当番組
TOKYO MX
- 9SOUL～10年のキセキ～

東海テレビ
- ぴーかんテレビ
- ボイボイ無限大
- もっとボイボイ無限大
- SKE48ムスメにいかが？
- SKE48よくばり課外授業！
- 爆笑！駐在君が行く
- やっぱイチバンもっとパラダイス
- コピって！
- 名美女！
- リサッチ
- 最先端TV
- ぷれサタ！

CBC
- がんばれ！ペナキッズ
- 東海地方のコトなるべくちゃんと調べます！

メ~テレ
- 爆笑惑星サバ～イ！
- 超常芸人サバ～イ！
- 一個だけイエロー
- 昼まで待てない！
- ジョブる

中京テレビ
- みやぞん＆ゆめっち＆かなで＃中部10県 秋の絶景自撮りで全部いただきま～す！
- 幸せの黄色い仔犬

テレビ愛知
- 探Q！Aトリップ
- 土曜なもんで！
- 日曜なもんで！
- ～がんばったわたしに～マイリラ
- 宇野名都美の一人宣伝部
- チームしゃちほこの遅刻すんなよ（仮）
- といろch

ぎふチャン（岐阜放送）
- ぎふチャンワイドタワー43

配信番組
- 世界コスプレサミット2020ONLINE
- HashのSHOWROOM

## 出演
- やついフェス2020…名古屋会場OPに出演[14]
- オールザッツ漫才02'
- お笑い超新星